# Reinhold Hiller
Reinhold Hiller (* 2. August 1949 in Lübeck; † 19. Juli 2025) war ein deutscher Politiker (SPD) und Abgeordneter des Deutschen Bundestages.

## Leben
Im Jahr 1966 erlangte Hiller die Mittlere Reife und 1970 machte er sein Wirtschaftsabitur. Er studierte bis 1975 Betriebswirtschaftslehre, Geschichte und Germanistik an der Universität Hamburg, die er als Diplomhandelslehrer verließ. Im Jahr 1977 machte er die zweite Staatsprüfung für das Lehramt an berufsbildenden Schulen.

## Politik
Hiller war seit 1970 Mitglied der SPD und war von 1974 zugewähltes Mitglied in Ausschüssen der Lübecker Bürgerschaft. Im Jahr 1982 wurde er Mitglied der Bürgerschaft der Hansestadt Lübeck, zog aber ein Jahr später bereits durch ein Direktmandat im Wahlkreis Lübeck in den Bundestag ein, dem er bis zum Jahr 2002 angehörte. Von 2003 bis 2008 war er erneut Mitglied der Bürgerschaft der Hansestadt Lübeck und deren stellvertretender Stadtpräsident. Er war Sprecher für Sicherheit und Ordnung der SPD-Bürgerschaftsfraktion. Bei der Kommunalwahl im Mai 2008 verlor Hiller überraschend sein Direktmandat an Bündnis 90/Die Grünen und zog nicht wieder in die Lübecker Bürgerschaft ein. Jedoch gehörte Hiller ab Mai 2009 wieder der Bürgerschaft an, als er über die Liste für eine zurückgetretene Abgeordnete in die Bürgerschaft nachrückte. Er war wiederum Sprecher für Sicherheit und Ordnung der SPD-Fraktion.